# 非裔波多黎各人
非裔波多黎各人，歷史始於西班牙征服者入侵加勒比海島嶼時。當時西班牙人奴役了島上的本地居民泰諾人，其中許多人因新的傳染病和西班牙人的壓迫性殖民政策而死亡。
當時西班牙的皇家政府需要勞工，並開始依靠奴隸制僱用他們的採礦和建築業務。官方授權進口被奴役的西非人。因此，進入波多黎各的大多數非洲人民是大西洋奴隸貿易的一部分，來自非洲大陸的許多不同文化和人民。
當波多黎各的金礦已經耗盡時，西班牙國王不再將該島視為優先殖民地，其港口主要作為駐軍基地支援海軍。西班牙人鼓勵來自英國和法國加勒比地區屬地的自由有色人種移居波多黎各，提供人口基礎來支持波多黎各駐軍。1789年的西班牙法令允許奴隸贖身，然而，這沒有幫助他們的情況。甘蔗種植園的擴張推動了勞動力的需求，隨著新的奴隸進口，奴隸人口急劇增加。這些年來，島內有許多奴隸叛亂。因被承諾給予自由，很多奴隸在1868年參加了反對西班牙殖民統治的拉里斯叛亂。
1873年3月22日，波多黎各廢除了奴隸制。非裔人對音樂，藝術，語言遺產的貢獻在波多黎各文化中起了重要作用。